# Kelsey Grammer
Allen Kelsey Grammer (Saint Thomas, 21 febbraio 1955) è un attore, doppiatore e produttore cinematografico statunitense, noto per l'interpretazione del Dr. Frasier Crane nelle sitcom Cin cin (Cheers, 1984-1993) e nello spin-off dedicato al personaggio Frasier (1993-2004).

## Biografia
Grammer ha alle spalle un'infanzia difficile, infatti il padre è stato assassinato nel 1968 da un tassista, nel 1975 la sorella è stata rapita, stuprata e uccisa, mentre i due fratellastri sono morti in mare durante un'immersione nel 1980.

### Carriera teatrale
Ha debuttato a Broadway nel 1981 interpretando Lennox, nel Macbeth. Successivamente ha interpretato Cassio nell'Otello, al fianco di James Earl Jones e Christopher Plummer. Nel 2000, è tornato ad interpretare ancora una volta il Macbeth a Broadway.
Il 18 aprile 2010 ha debuttato nel ruolo di Georges nel musical La Cage aux Folles, per il quale è stato candidato per il Tony Award per la migliore interpretazione di un attore protagonista in un musical.

### Carriera cinematografica
Il suo debutto al cinema risale al 1992 con il film Galassie in collisione di John Ryman, che non riscuote molto successo. Al cinema ha interpretato il Dr McCoy, alias la Bestia in X-Men - Conflitto finale (2006), ruolo che ha ricoperto come cameo anche nei film X-Men - Giorni di un futuro passato (2014) e The Marvels (2023). Inoltre ha partecipato a Giù le mani dal mio periscopio (1996), 15 minuti - Follia omicida a New York (2000) al fianco di Robert De Niro, Swing Vote - Un uomo da 300 milioni di voti (2008), An American Carol (2008), Fame - Saranno famosi (2009), Middle Men (2010), Ricomincio da zero (2010), Ma come fa a far tutto? (2011) Nel 2013 è stato uno dei protagonisti di Reach Me - La strada per il successo, al fianco di Sylvester Stallone. Nel 2014 ha ottenuto il ruolo dello spietato agente della CIA Harold Attinger nel film Transformers 4 - L'era dell'estinzione, diretto da Michael Bay.

### Cin Cin,Frasiere il successo televisivo
Nel 1984 entra a far parte della sit-com Cin Cin (Cheers), dove per oltre nove anni interpreta il dr. Frasier Crane, psichiatra. Il successo del personaggio è tale da spingere la NBC a produrre una serie incentrata sul personaggio. Frasier andrà avanti per undici stagioni dal 1993 al 2004, che per oltre dieci anni, ha detenuto il record di Emmy Award vinti, 37. Lo stesso Grammer è stato candidato a tale premio dieci volte, vincendolo quattro volte. Inoltre ha vinto due Golden Globe (su otto candidature). Durante Frasier (di cui è stato anche regista di trentasei episodi e oltre che produttore) è stata la star televisiva più pagata, arrivando a guadagnare un milione e seicentomila dollari ad episodio.
Il 22 maggio 2001 gli è stata conferita una stella sulla Hollywood Walk of Fame.

### Post Frasier

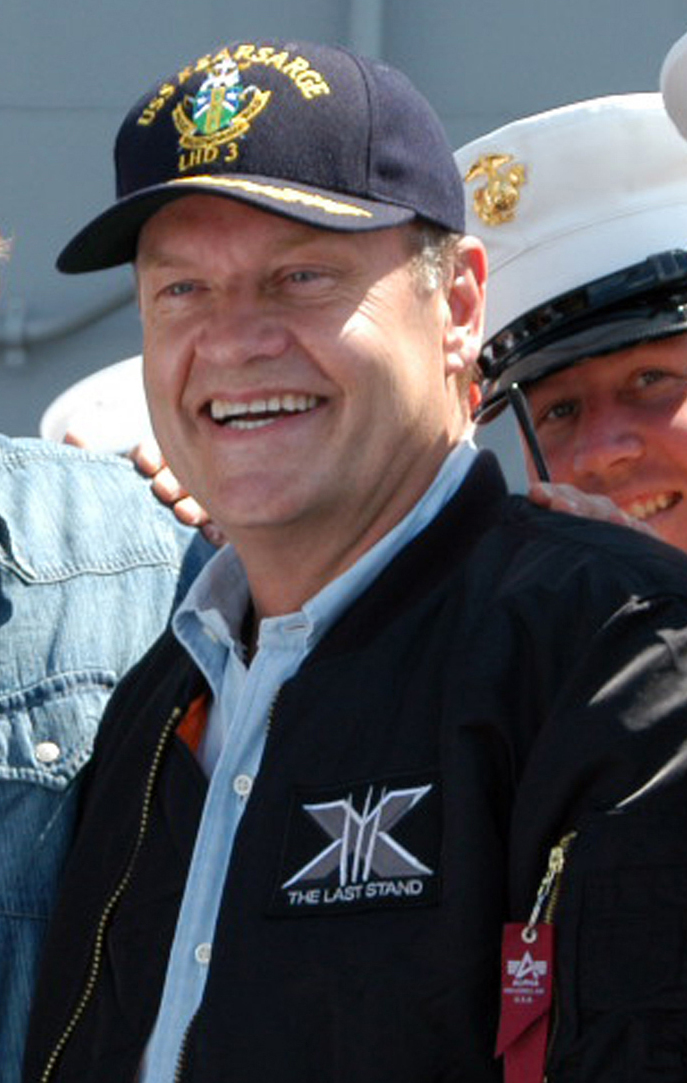
Kelsey Grammer a New York nel 2006

Nel 2005, Grammer torna in televisione. Ha prodotto ed interpretato il remake americano dello show inglese The Sketch Show, andato in onda su Fox. Il cast principale era costituito da Malcolm Barrett, Kaitlin Olson, Mary Lynn Rajskub e Paul F. Tompkins. Grammer è apparso delle introduzioni e nel finale di ogni episodio.
Nel 2007, ha recitato con Patricia Heaton nella sitcom Genitori in diretta (Back to You). Lo show non ha ottenuto il successo sperato ed è stato cancellato dalla Fox dopo una sola stagione. Anche il tentativo successivo, Hank, è andata male, infatti è stata interrotta dopo cinque episodi. Lo stesso Grammer ha commentato: "Semplicemente non era molto divertente".
Tra il 2011 ed il 2012, ha prodotto ed interpretato Boss, dove interpretava il sindaco di Chicago che scopre di avere una grave malattia neurodegenerativa. La serie ha debuttato nel mese di ottobre 2011 e nel 2012, Grammer ha vinto il Golden Globe nella categoria "miglior attore in una serie drammatica". Al termine della seconda stagione lo show è stato cancellato a causa dei bassi ascolti.

### Doppiaggio
Grammer è un apprezzato doppiatore di cartoni animati. Dal 1990 è la voce di Telespalla Bob nella famosa serie I Simpson. Nel 1997 è la voce del paffuto e chiacchierone Vladimir nel cartone di Don Bluth e Gary Goldman Anastasia. Nel 2000 è invece il perfido e rozzo Stinky Pete in Toy Story 2 - Woody e Buzz alla riscossa.

### Produttore
Nel 2001 ha fondato una casa di produzione cinematografica partner della Paramount, la Grammer Productions, che ha prodotto tra le altre la serie televisiva Medium e Boss.

## Vita privata
Grammer avrebbe cominciato a bere all'età di nove anni, anche se lo stesso attore lo ha negato nella sua autobiografia. Nel 1988 Grammer è stato arrestato per guida in stato di ebbrezza e possesso di cocaina, ed è stato condannato a 30 giorni di carcere. Nell'agosto del 1990 è stato nuovamente arrestato per possesso di cocaina, ed è stato condannato a libertà vigilata di tre anni, multa di 500 dollari, e 300 ore di servizio alla comunità. Il periodo di libertà vigilata è stato aumentato di ulteriori due anni, dopo che nel gennaio 1991, è stato sorpreso ad abusare ancora di cocaina. Nel 1995 è stato citato in giudizio da ex-fidanzata Lamme Cerlette per diffamazione e violazione della privacy sul contenuto della sua autobiografia So Far. Nel settembre del 1996, ha avuto un incidente d'auto mentre era ubriaco, ed è stato ricoverato nella clinica Betty Ford per 30 giorni, per disintossicarsi dall'alcol.
Grammer si è sposato quattro volte, la prima con l'attrice Doreen Alderman (dal 1982 al 1990), poi con la ballerina Leigh-Anne Csuhany (dal 1992 al 1993), successivamente con l'attrice Camille Donatacci (dal 1997 al 2011) ed infine con la sua attuale moglie, la produttrice cinematografica Kayte Walsh, sposata nel 2012. Una dei suoi figli è Spencer Grammer, protagonista della serie televisiva Greek - La confraternita, nata dalla prima moglie. Ha altri cinque figli: Greer (1992) anch'essa attrice, nata dalla relazione con la truccatrice Barrie Buckner; Mason Olivia (2001) e Jude Gordon (2004) nati da madre surrogata con la terza moglie; Faith Evangeline (2012) e Kelsey Gabriel (2014) dalla sua quarta e attuale moglie.
Il 31 maggio 2008, mentre si trovava alle Hawaii con la moglie Camille Donatacci, Grammer ha manifestato sintomi di un attacco di cuore. Dopo essere stato ricoverato in ospedale, è stato confermato che aveva avuto un infarto. Ha lasciato l'ospedale il 4 giugno 2008, ed ha passato la convalescenza nella sua residenza hawaiana. Il 28 giugno 2008 Grammer è stato sottoposto ad alcuni controlli dopo alcuni giramenti di testa e sensazione di svenimento. Il suo addetto stampa ha dichiarato che potrebbe essere stato causa di una reazione ai farmaci.

## Filmografia

### Attore

#### Cinema
- Galassie in collisione (Galaxies Are Colliding), regia di John Ryman (1992)
- Giù le mani dal mio periscopio (Down Periscope), regia di David S.Ward (1996)
- Uno scrittore particolare (The Real Howard Spitz), regia di Vadim Jean (1998)
- Standing on Fishes, regia di Meredith Scott Lynn e Bradford Tatum (1999)
- New Jersey Turnpikes, regia di Bryan Buckley (1999)
- 15 minuti - Follia omicida a New York (15 Minutes), regia di John Herzfeld (2000)
- Big Empty - Tradimento fatale (The Big Empty), regia di Steve Anderson (2003)
- The Good Humor Man, regia di Tenney Fairchild (2005)
- Even Money, regia di Mark Rydell (2006)
- X-Men - Conflitto finale (X-Men: The Last Stand), regia di Brett Ratner (2006)
- Swing Vote - Un uomo da 300 milioni di voti (Swing Vote), regia di Joshua Michael Stern (2008)
- An American Carol, regia di David Zucker (2008)
- Fame - Saranno famosi (Fame), regia di Kevin Tancharoen (2009)
- Middle Men, regia di George Gallo (2010)
- Ricomincio da zero (Crazy on the Outside), regia di Tim Allen (2010)
- Ma come fa a far tutto? (I Don't Know How She Does It), regia di Douglas McGrath (2011)
- Heart Transplant with Kelsey Grammer, regia di Ian Pfaff – cortometraggio (2013)
- X-Men - Giorni di un futuro passato (X-Men: Days of Future Past), regia di Bryan Singer (2014) – cameo
- Transformers 4 - L'era dell'estinzione (Transformers: Age of Extinction), regia di Michael Bay (2014)
- La guerra dei sessi - Think Like a Man Too (Think Like a Man Too), regia di Tim Story (2014) – cameo
- I mercenari 3 (The Expendables 3), regia di Patrick Hughes (2014)
- Reach Me - La strada per il successo (Reach Me), regia di John Herzfeld (2014)
- Breaking the Bank, regia di Vadim Jean (2015)
- Entourage, regia di Doug Ellin (2015) – cameo
- Anime gemelle (Baby, Baby, Baby), regia di Brian Klugman (2015)
- Cattivi vicini 2 (Neighbors 2: Sorority Rising), regia di Nicholas Stoller (2016)
- Tale padre (Like Father), regia di Lauren Miller Rogen (2018)
- Guardians of the tomb, regia di Kimble Rendall (2018)
- Grand Isle, regia di Steven S. Campanelli (2019)
- Natale con il babbo (Father Christmas Is Back), regia di Philippe Martinez (2021)
- The God Committee - La scelta (The God Commitee) (2021)
- Jesus Revolution, regia di Jon Erwin (2023)
- The Marvels, regia di Nia DaCosta (2023) – cameo

#### Televisione
- I Ryan (Ryan's Hope) – serie TV, 1 episodio (1979)
- Macbeth, regia di Kirk Browning – film TV (1982)
- Kennedy, regia di Jim Goddard – miniserie TV (1983)
- Kate e Allie (Kate & Allie) – serie TV, 1 episodio (1984)
- George Washington, regia di Buzz Kulik – miniserie TV (1984)
- Destini (Another World) – serial TV (1984-1985)
- Cin cin (Cheers) – serie TV, 203 episodi (1984-1993)
- Crossings – miniserie TV (1986)
- Paul Reiser Out on a Whim, regia di Carl Gottlieb – film TV (1987)
- You Are the Jury – serie TV, 1 episodio (1987)
- J.J. Starbuck – serie TV, 1 episodio (1987)
- Mickey's 60th Birthday, regia di Scott Garen – film TV (1988)
- La sera del ballo (Dance 'Til Dawn), regia di Paul Schneider – film TV (1988)
- Top of the Hill, regia di Alan Metzger – film TV (1988)
- 227 – serie TV, 1 episodio (1989)
- Disneyland – serie TV, 1 episodio (1990)
- The Tracey Ullman Show – serie TV, 1 episodio (1990)
- Wings – serie TV, episodio 3x16 (1992)
- Star Trek: The Next Generation – serie TV, 1 episodio (1992)
- Roc – serie TV, 1 episodio (1993)
- Frasier – serie TV, 263 episodi (1993-2004)
- Beyond Suspicion, regia di William A. Graham – film TV (1993)
- Occhi innocenti (The Innocent), regia di Mimi Leder – film TV (1994)
- Biography – serie TV, 1 episodio (1995)
- The John Larroquette Show – serie TV, 1 episodio (1995)
- London Suite, regia di Jay Sandrich – film TV (1996)
- Fired Up – serie TV, 1 episodio (1997)
- La guerra privata del Pentagono (The Pentagon Wars), regia di Richard Benjamin (1998)
- Stark Raving Mad – serie TV, 1 episodio (2000)
- The Sports Pages, regia di Richard Benjamin – film TV (2001)
- Mr. St. Nick, regia di Craig Zisk – film TV (2002)
- Benedict Arnold: A Question of Honor, regia di Mikael Salomon – film TV (2003)
- Becker – serie TV, episodio 5x13 (2003)
- Frasier: Analyzing the Laughter, regia di Kelsey Grammer (2004) – documentario
- A Christmas Carol, regia di Arthur Allan Seidelman – film TV (2004)
- Kelsey Grammer Presents: The Sketch Show – serie TV (2005)
- Medium – serie TV, 1 episodio (2006)
- Genitori in diretta (Back to You) – serie TV, 17 episodi (2007-2008)
- The Kelsey Grammer Bill Zucker Comedy Hour, regia di Bill Zucker – film TV (2010)
- Hank – serie TV, 9 episodi (2009-2010)
- Bill Zucker's Crib, regia di Bill Zucker – film TV (2010)
- 30 Rock – serie TV, 3 episodi (2010-2012)
- Boss – serie TV, 18 episodi (2011-2012)
- Braddock & Jackson – serie TV, 3 episodi (2014)
- Partners – serie TV, 10 episodi (2014)
- Killing Jesus, regia di Christopher Menaul – film TV (2015)
- L'ultimo tycoon (The Last Tycoon) – serie TV, 9 episodi (2016-2017)
- Modern Family – serie TV, 1 episodio (2017)
- Proven Innocent – serie TV, 13 episodi (2019)
- Frasier – serie TV, 10 episodi (2023)

### Doppiatore
- I Simpson – serie animata, 24 episodi (1990-in corso) – Telespalla Bob
- Baby Talk – serie TV, 1 episodio (1991)
- Topolino e il cervello in fuga (Runaway Brain), regia di Chris Bailey (1995) – cortometraggio
- Anastasia, regia di Don Bluth e Gary Goldman (1997)
- Just Shoot Me! – serie TV, 1 episodio (1998) – voce narrante
- Toy Story 2 - Woody e Buzz alla riscossa (Toy Story 2), regia di John Lasseter (1999)
- Bartok il magnifico (Bartok the Magnificent), regia di Don Bluth e Gary Goldman (1999)
- Topolino e la magia del Natale (Mickey's Once Upon a Christmas), regia di Alex Mann (1999) – voce narrante
- La fattoria degli animali (Animal Farm), regia di John Stephenson – film TV (1999)
- Gary the Rat, regia di Mark e Robb Cullen (2000)
- I visitatori alla conquista dell'America (Just Visiting), regia di Jean-Marie Poiré (2001) – voce narrante
- Gary the Rat – serie animata, 12 episodi (2003)
- Barbie e il lago dei cigni (Barbie of Swan Lake), regia di Owen Hurley (2003)
- Teacher's Pet, regia di Timothy Björklund (2004)
- I Simpson - Il videogioco – videogioco (2007)
- The Simpsons Ride, regia di Mike B. Anderson e John Rice (2008) – cortometraggio
- The Troop – serie TV, 1 episodio (2010)
- Il magico mondo di Oz (Legends of Oz: Dorothy's Return), regia di Will Finn e Dan St. Pierre (2013)
- Cicogne in missione (Storks), regia di Nicholas Stoller e Doug Sweetland (2016)
- Trollhunters – serie animata, 26 episodi (2016-in corso)
- The Ghost and Molly McGee – serie animata, episodio 1x05 (2021)

### Regista
- Neurotic Tendencies – film TV (2001)
- Frasier: Analyzing the Laughter – film TV (2004)
- Frasier – serie TV, 36 episodi (1996-2004)
- Out of Practice – Medici senza speranza – serie TV, 2 episodi (2005)
- My Ex Life – film TV (2006)
- Tutti odiano Chris (Everybody Hates Chris) – serie TV, 1 episodio (2007)
- Alligator Point – film TV (2009)
- Hank – serie TV, 2 episodi (2009-2010)

### Produttore
- The Innocent, regia di Mimi Leder – film TV (1994)
- Kelsey Grammer Salutes Jack Benny, regia di Kenny Solms (1995) – documentario
- Fired Up – serie TV, 28 episodio (1997-1998)
- Gary the Rat, regia di Mark e Robb Cullen (2000)
- Neurotic Tendencies, regia di Kelsey Grammer – film TV (2001)
- Alligator Point, regia di Kelsey Grammer – film TV (2003)
- La famiglia Pellet (In-Laws) – serie TV, 15 episodi (2002-2003)
- Gary the Rat – serie TV, 12 episodi (2003)
- The Soluna Project, regia di Sheldon Epps (2004) – cortometraggio TV
- Frasier – serie TV, 262 episodi (1993-2004)
- The Good Humor Man, regia di Tenney Fairchild (2005)
- Kelsey Grammer Presents: The Sketch Show – serie TV, 6 episodi (2005)
- World Cup Comedy – serie TV, 6 episodi (2005)
- Dash 4 Cash, regia di Betty Thomas – film TV (2007)
- Girlfriends – serie TV, 172 episodi (2000-2008)
- The Game – serie TV, 59 episodi (2006-2013)
- Genitori in diretta (Back to You) – serie TV, 17 episodi (2007-2008)
- Hank – serie TV, 6 episodi (2009-2010)
- The Kelsey Grammer Bill Zucker Comedy Hour, regia di Bill Zucker – film TV (2010)
- Medium – serie TV, 129 episodi (2005-2011)
- Boss – serie TV, 18 episodi (2011-2012)

## Doppiatori italiani
Nelle versioni in italiano delle opere in cui ha recitato, Kelsey Grammer è stato doppiato da:
- Stefano Mondini in Even Money, X-Men - Conflitto finale, Medium, 30 Rock (ep. 5x05), X-Men - Giorni di un futuro passato, Tale padre, The Marvels
- Luca Biagini in Fame - Saranno famosi, Boss, 30 Rock (ep 6x02-6x03), Il divario, Natale in paradiso, The God Committee - La scelta, Jesus Revolution
- Marco Mete in Frasier (st. 1-5), Swing Vote - Un uomo da 300 milioni di voti, La guerra dei sessi - Think Like a Man Too, Natale con il babbo
- Saverio Indrio ne I mercenari 3 - The Expendables, Cattivi vicini 2, Modern Family
- Raffaele Farina in Cin Cin, Big Empty - Tradimento fatale, Becker
- Paolo Marchese in Ricomincio da zero, Killing Jesus
- Elia Iezzi in La sera del ballo
- Massimo Milazzo in Frasier (st. 6-11)
- Roberto Pedicini in Giù le mani dal mio periscopio
- Angelo Maggi in Uno scrittore particolare
- Sandro Iovino in Star Trek: The Next Generation
- Rodolfo Bianchi in 15 minuti - Follia omicida a New York
- Pasquale Anselmo in Genitori in diretta
- Emilio Cappuccio in Ma come fa a far tutto?
- Michele Gammino in L'ultimo Tycoon
- Enzo Avolio in Entourage
- Massimo Corvo in Proven Innocent
- Dario Oppido in Transformers 4 - L'era dell'estinzione
- Massimiliano Lotti in Grand Isle
- Pierluigi Astore in Frasier (2023)

Da doppiatore è sostituito da:
- Massimo Rossi in 3 in mezzo a noi - I racconti di Arcadia, Trollhunters - L'ascesa dei Titani, Trollhunters - I racconti di Arcadia, I Maghi - I racconti di Arcadia
- Michele Kalamera in Topolino e la magia del Natale, Barbie e il lago dei cigni
- Marco Mete in Gary the Rat, Unbreakable Kimmy Schmidt
- Alessandro Rossi in Bartok il magnifico
- Vittorio Amandola in Toy Story 2 - Woody e Buzz alla riscossa
- Franco Chillemi in Anastasia
- Stefano Benassi in La fattoria degli animali
- Giorgio Favretto ne I Simpson (ep 3x21)
- Massimo Corvo in Topolino e il cervello in fuga, I Simpson (ep. 1x12)
- Stefano Mondini ne I Simpson (ep. 6x03)
- Gianni Giuliano ne I Simpson
- Massimo Lodolo ne I Simpson (ep. 17x08)
- Neri Marcorè ne Il magico mondo di Oz
- Pino Insegno in Cicogne in missione
- Paolo Buglioni ne Il fantasma e Molly McGee

## Premi
- 4 Emmy Awards (1994, 1995, 1998, 2004) Migliore attore protagonista in una serie commedia per Frasier
- 3 Golden Globe (1996, 2001) per Frasier e 2012 per Boss
- 1 People's Choice Award per Frasier